# ブラジル皇太子

Original coat of arms of the Prince Imperial.

Modern coat of arms of the Prince Imperial, with an inescutcheon in reference to the Orléans-Braganza branch.

ブラジルにおける皇太子（ポルトガル語: Príncipe Imperial）の称号は、1822年にブラジル帝国が独立を宣言した後に、ブラジル皇帝の法定推定相続人または推定相続人を指定するために制定された。1889年に共和制が宣言された後も、ブラジル皇帝家により使用され続けている。

## 概説
1824年のブラジル憲法第105条によれば、皇太子の称号はブラジル帝位継承権第一位を示すために使われるべきものとされる。また、憲法の規定により、皇太子の長男には継承権第二位を示すグラン・パラ公の称号が与えられるものとされる。
最後の皇帝ペドロ2世は、ブラジルで帝政が廃止されてから2年後の1891年に崩御した。ペドロ2世の娘イザベルは帝国最後の皇太子だった。以降、皇太子の称号は皇帝家家長の推定相続人により使われている。
すべての皇子（皇太子、グラン・パラ公、その他の皇子）は25歳になれば上院の議席が与えられたが、夭逝や外国君主との結婚などの理由で、事実上イザベルのみが上院の議席を得ており、女性で初めてブラジル上院の議員になった。
最後に、憲法や皇帝家により追加された規定により、継承権を持つ皇子は、皇族としての称号を保つために、自らと身分が釣り合う他国の王家の一員と結婚せねばならない。他国の君主と結婚した皇女の子孫にはブラジル皇族の称号は受け継がれず、皇子はブラジル皇族の称号を維持したまま他国の王位につくことはできなかった。これらの規制はポルトガル王家やフランス王家の伝統に沿うものだったが、ブラジル帝位継承の規定はサリカ法に従うものではなかった。

## 皇太子一覧
| 画像 | 名           | 生没年                        | 在位                                                         | 備考 |
| ---- | ------------ | ----------------------------- | ------------------------------------------------------------ | --- |
|      | マリア2世    | 1819年4月4日 – 1853年11月15日 | 1822年10月12日 – 1825年12月2日 1831年4月7日 – 1835年10月30日 | 1822年から弟のペドロが誕生した1825年まで、また、ペドロの皇帝即位から1835年の法律で継承順位から除外されるまで |
|      | ペドロ2世    | 1825年12月2日 — 1891年12月5日 | 1825年12月2日 — 1831年4月7日                                 | 1825年から1831年に即位するまで                                                                               |
|      | ジャヌアリア | 1822年3月11日 – 1901年3月13日 | 1835年10月30日 – 1845年2月23日                               | 1835年から甥のアフォンソが誕生した1845年まで                                                                 |
|      | アフォンソ   | 1845年2月23日 – 1847年6月11日 | 1845年2月23日 – 1847年6月11日                                | ペドロ2世の長男                                                                                              |
|      | ペドロ       | 1848年7月19日 – 1850年1月10日 | 1848年7月19日 – 1850年1月10日                                | ペドロ2世の次男                                                                                              |
|      | イザベル     | 1846年7月29日 – 1921年11月4日 | 1847年6月11日 – 1848年7月19日 1850年1月9日 – 1891年12月5日   | 兄の死去から弟の誕生まで、また、弟の死去からペドロ2世の崩御まで                                              |